# Virginópolis
Virginópolis este un oraș în Minas Gerais (MG), Brazilia.